# Thomas d'Ibelin
Thomas d'Ibelin (1176/7 † 1187/8) est un noble d'Outremer et le dernier seigneur de Mirabel et de Rama.

## Biographie
Il est fils de Baudouin d'Ibelin et d'Isabelle Gothman et est né en 1167 ou en 1177. Sa mère meurt peu après. En 1185, le roi Baudouin IV de Jérusalem meurt et Guy de Lusignan et Sybille de Jérusalem montent sur le trône. Baudouin d'Ibelin, désapprouvant la nomination et la politique du nouveau roi décide de s'installer à la cour de Raymond III, comte de Tripoli, laissant ses domaines à son fils Thomas.
Mais le roi Guy de Lusignan commet des erreurs et l'armée franque est battue à la Bataille de Hattin par Saladin. La plupart des nobles du royaume étant tués ou capturés, ils ne peuvent s'opposer à la reconquête de la Terre Sainte par Saladin, dont les fiefs de Rama et de Mirabel font partie.
Thomas d'Ibelin meurt peu après.